# Verticordia forrestii
Verticordia forrestii är en myrtenväxtart som beskrevs av Ferdinand von Mueller. Verticordia forrestii ingår i släktet Verticordia och familjen myrtenväxter. Inga underarter finns listade i Catalogue of Life.